# Folembray
Folembray és un municipi francès situat al departament de l'Aisne i a la regió dels Alts de França. L'any 2007 tenia 1.535 habitants.

## Demografia

### Població
El 2007 la població de fet de Folembray era de 1.535 persones. Hi havia 616 famílies de les quals 180 eren unipersonals (96 homes vivint sols i 84 dones vivint soles), 152 parelles sense fills, 216 parelles amb fills i 68 famílies monoparentals amb fills.
La població ha evolucionat segons el següent gràfic:
Habitants censats

### Habitatges
El 2007 hi havia 703 habitatges, 633 eren l'habitatge principal de la família, 38 eren segones residències i 32 estaven desocupats. 590 eren cases i 107 eren apartaments. Dels 633 habitatges principals, 453 estaven ocupats pels seus propietaris, 172 estaven llogats i ocupats pels llogaters i 8 estaven cedits a títol gratuït; 6 tenien una cambra, 38 en tenien dues, 117 en tenien tres, 199 en tenien quatre i 273 en tenien cinc o més. 414 habitatges disposaven pel capbaix d'una plaça de pàrquing. A 291 habitatges hi havia un automòbil i a 233 n'hi havia dos o més.

### Piràmide de població
La piràmide de població per edats i sexe el 2009 era:
| Homes | Edats   | Dones |
| ----- | ------- | ----- |
| 0     | 95 o +  | 0     |
| 4     | 90 a 94 | 4     |
| 8     | 85 a 89 | 12    |
| 12    | 80 a 84 | 20    |
| 32    | 75 a 79 | 32    |
| 28    | 70 a 74 | 52    |
| 24    | 65 a 69 | 44    |
| 44    | 60 a 64 | 36    |
| 20    | 55 a 59 | 28    |
| 32    | 50 a 54 | 32    |
| 60    | 45 a 49 | 56    |
| 64    | 40 a 44 | 56    |
| 44    | 35 a 39 | 40    |
| 48    | 30 a 34 | 40    |
| 56    | 25 a 29 | 56    |
| 48    | 20 a 24 | 32    |
| 48    | 15 a 19 | 53    |
| 56    | 10 a 14 | 56    |
| 56    | 5 a 9   | 44    |
| 44    | 0 a 4   | 44    |

## Economia
El 2007 la població en edat de treballar era de 951 persones, 667 eren actives i 284 eren inactives. De les 667 persones actives 581 estaven ocupades (337 homes i 244 dones) i 86 estaven aturades (31 homes i 55 dones). De les 284 persones inactives 64 estaven jubilades, 89 estaven estudiant i 131 estaven classificades com a «altres inactius».

### Ingressos
El 2009 a Folembray hi havia 628 unitats fiscals que integraven 1.557 persones, la mediana anual d'ingressos fiscals per persona era de 14.887 €.

### Activitats econòmiques
Dels 40 establiments que hi havia el 2007, 2 eren d'empreses alimentàries, 2 d'empreses de fabricació d'altres productes industrials, 7 d'empreses de construcció, 13 d'empreses de comerç i reparació d'automòbils, 2 d'empreses de transport, 2 d'empreses d'hostatgeria i restauració, 1 d'una empresa d'informació i comunicació, 1 d'una empresa financera, 2 d'empreses immobiliàries, 7 d'entitats de l'administració pública i 1 d'una empresa classificada com a «altres activitats de serveis».
Dels 16 establiments de servei als particulars que hi havia el 2009, 1 era una oficina de correu, 1 una oficina bancària, 4 tallers de reparació d'automòbils i de material agrícola, 1 autoescola, 1 guixaire pintor, 4 lampisteries, 1 empresa de construcció, 1 perruqueria i 2 restaurants.
Dels 6 establiments comercials que hi havia el 2009, 1 era una botiga de més de 120 m², 3 fleques, 1 un drogueria i 1 una joieria.

## Equipaments sanitaris i escolars
El 2009 hi havia 1 farmàcia i 1 ambulància.
El 2009 hi havia una escola elemental.

## Poblacions més properes
El següent diagrama mostra les poblacions més properes.